# Trypogeus aureopubens
Trypogeus aureopubens är en skalbaggsart som först beskrevs av Maurice Pic 1903.  Trypogeus aureopubens ingår i släktet Trypogeus och familjen långhorningar. Inga underarter finns listade i Catalogue of Life.